# 小叶蓼
小叶蓼（学名：Polygonum delicatulum）为蓼科蓼属下的一个种。其种加词“delicatulum”意为“嫩弱的”。
现接受名为小叶蓼（Koenigia delicatula subsp. delicatula, 1966）。